# Heiße Katzen
Heiße Katzen (Originaltitel: Deadlier than the male) ist eine britische Agenten-Komödie mit zahlreichen Anspielungen auf die James-Bond-Filme. Alternativtitel ist Tödliche Katzen.
Der englische Originaltitel ist eine Anspielung auf das Gedicht The Female of the Species von Rudyard Kipling aus dem Jahr 1911, das die Zeile enthält „Das Weibchen der Spezies muss tödlicher sein als das Männchen“, und sich auch bezieht auf den gleichnamigen Agentenroman von Cyril McNeile.

## Handlung
Der britische Agent Hugh „Bulldog“ Drummond kommt einem internationalen Verbrechersyndikat auf die Spur, an dessen Spitze der skrupellose Ölbaron Carl Petersen steht. Bei seinen Ermittlungen stößt er immer wieder auf Petersens mörderische „Katzen“ Irma und Penelope, die kaltblütig jeden aus dem Weg räumen, der ihrem Auftraggeber schaden könnte. Drummond gelingt es dennoch, in die geheime Kommandozentrale Petersens einzudringen. Dort kommt es zum Showdown.

## Kritik
„Agentenfilm, der erfolglos versucht, die genreüblichen Produkte zu persiflieren, dabei aber zu zynisch und selbstzweckhaft geraten ist, um zu unterhalten.“

„Durchschnittlicher, von Sex und Zynismus beherrschter Agentenstreifen. Überflüssig.“

## Wissenswertes
Die Figur des Bulldog Drummond wurde 1920 vom Kriminalautor Cyril McNeile geschaffen und zum Protagonisten einer erfolgreichen Buch- und Filmreihe. Bis in die 1950er-Jahre erfreute sich die Figur großer Beliebtheit und gilt als Vorbild für Ian Flemings Romanheld James Bond.
Hauptdarsteller Richard Johnson war beim Casting zu James Bond jagt Dr. No die erste Wahl. Das Engagement scheiterte jedoch aufgrund von Vertragsstreitigkeiten. Dies machte den Weg für Sean Connery frei.
In einer Hauptrolle ist die deutsche Schauspielerin Elke Sommer zu sehen.
Der US-Zeitschrift Variety zufolge zählt der US-amerikanische Regisseur Quentin Tarantino Heiße Katzen zu seinen „absoluten Lieblingsfilmen“.

## Fortsetzung
Der Film wurde 1969 unter dem Titel Some Girls Do mit demselben Hauptdarsteller fortgesetzt. In der weiblichen Hauptrolle ist Daliah Lavi zu sehen.